# 湯格林縣 (德克薩斯州)
湯格林縣（英語：Tom Green County）是美國德克薩斯州中西部的一個縣。面積3,990平方公里。根據美國2000年人口普查，共有人口104,010人。縣治聖安吉洛（San Angelo）。
成立於1874年3月13日。本縣紀念美國內戰中南方的湯瑪斯·格林准將（Thomas Green）。